# Maximilian von Buri
Maximilian von Buri (* 7. März 1825 in Büdingen (Hessen); † 20. April 1902 in Wiesbaden) war ein deutscher Strafrechtler und Reichsgerichtsrat.

## Leben
Die hessische Familie wurde 1753 geadelt. Sein Großvater Ludwig von Buri (1746–1806) war ein Jugendfreund Goethes. Sein Vater, Christian von Buri (1796–1850), war als Gymnasiast Teilnehmer an den Befreiungskriegen, als Student Mitbegründer der deutschen Lesegesellschaft und Mitorganisator des Wartburgfests und war der Verteidiger Friedrich Ludwig Weidigs.
Maximilian von Buri hat in Gießen und Heidelberg studiert. 1844 wurde er Mitglied des Corps Hassia Gießen. 1846 wurde er auf den hessischen Landesherrn vereidigt und wurde zunächst Anwalt in Gießen. 1853 wurde er Landgerichtsassessor. 1865 wurde er Staatsanwalt, 1866 wurde er zum Oberstaatsanwalt befördert. Von 1875 bis 1879 war v.Buri Landtagsabgeordneter in Hessen für die Nationalliberale Partei. 1879 wurde er an das Reichsgericht berufen. Er gehört bis zu seinem Ruhestand 1896 dem I. Strafsenat an. Buri wird heute noch zitiert: Er ist der Begründer der Äquivalenztheorie. Es war sein Senat, der die Theorie 1880 zur Rechtsprechung machte. Er prägte nachhaltig die Dolustheorie zur Abgrenzung von Täterschaft und Teilnahme. Er war ein Gegner der „modernen Strafrechtsschule“ des Marburger Programms Franz von Liszts.

## Familie
Er heiratete 1854 in Königsberg Marie von Ernest, die Tochter des Geheimen Regierungsrats Friedrich von Ernest und der Friederike von der Marwitz. Das Paar hatte zwei Kinder, darunter Paul von Buri der Wirklicher Geheimer Legationsrat im Auswärtigen Amt wurde und als letzter des Geschlechts starb.

## Schriften (Auswahl)
- Abhandlungen aus dem Strafrecht. 1) Zur Lehre von dem Angriff auf die Ehre mit näherer Berücksichtigung der Lehre von dem Versuche, der Concurrenz und dem fortgesetzten Verbrechen. 2) Das Complott ist keine besondere Schuldform. Ferber, Gießen 1862, Digitalisat.
- Zur Lehre von der Theilnahme an dem Verbrechen und der Begünstigung. Ferber, Gießen 1860, Digitalisat.
- Ueber Causalität und deren Verantwortung. Von M. von Buri, Großherz. Oberstaatsanwalt zu Darmstadt, Leipzig: J. M. Gebhardt’s Verlag, 1873 
  - Digitalisat und Volltext im Deutschen Textarchiv
  - Digitalisat bei Google Books (zuletzt abgerufen am 25. Juli 2016)
- Zur Causalitätsfrage. In: Der Gerichtssaal. Jg. 29, 1878, ISSN 0936-7438, S. 269–296.
- Einheit und Mehrheit der Verbrechen (= Der Gerichtssaal. Beilageheft. 31, ZDB-ID 507555-5). Enke, Stuttgart 1879 (Nachdruck. Keip, Frankfurt am Main 1968).
- Die Causalität und ihre strafrechtlichen Beziehungen (= Der Gerichtssaal. Beilageheft. 37). Enke, Stuttgart 1885 (Digitalisat[7] bei Google Books, zuletzt abgerufen am 25. Juli 2016)
- Ueber die Begriffe des Vorsatzes und der Handlung. In: Der Gerichtssaal. Jg. 41, 1889, S. 408–444.
- Schuld und Strafe. In: Der Gerichtssaal. Jg. 47, 1892, S. 241–254.
- Beiträge zur Theorie des Strafrechts und zum Strafgesetzbuche. Gesammelte Abhandlungen. Veit, Leipzig 1894.
- Wille, Determinismus, Strafe. In: Der Gerichtssaal. Jg. 52, 1896, S. 285–300.
- Willensfreiheit. II. Unterlassung. III. Causalität und Theilnahme. In: Der Gerichtssaal. Jg. 56, 1899, S. 418–472.